# 新加坡联盟党
新加坡联盟党（英語：Singapore Alliance Party），或简称新加坡联盟（英語：Singapore Alliance），是于1961年7月在新加坡成立的政党联盟。联盟党先后多次参加新加坡地区的大选，尤其是1955年和1963年这两场对新加坡意义重大的选举。
联盟党作为一个政党联盟，是由马来亚地区的联盟三大成员党（即巫统，马华公会和国大党）的新加坡分支，以及前首席部长林有福的新加坡人民联盟（SPA）组成。

## 历史
联盟党于1963年6月24日正式成为马来亚联合邦执政党——联盟的新加坡支部。它是参与1963年大选的主要政党之一。选举期间。联盟党的实行的竞选政策与巫统在后来的马来西亚联邦大选中所使用的政策类似，宣扬“马来人至上”，煽动马来民族主义，试图将大陆上相同的政治模式扩展到新加坡，并指责执政的人民行动党（PAP）亏待新加坡的马来人。尽管联盟党也支持马来西亚的组成，但它与当时被视为左倾和社会主义人民行动党不同，而是一个右翼政党。
在历史上，新加坡联盟党鼎盛时也仅占七个席位，其中林有福的人民联盟（SPA）占有其中四个席位，而作为联盟的新加坡支部的巫统，仅曾拿下三个由马来人主导的地区（即芽笼士乃、甘榜景万岸和南部岛屿三个选区）。 而在1963年大选期间，联盟党更是表现不佳，失去了所有席位。而由于联盟党投入1963年选举，实际上违背了巫统与人民行动党早前达成了双方都不会参加对方的选举的政治协议，并且在选举过程中联盟党对行动党大肆攻击，因此更是进一步加剧了巫统与行动党之间的紧张关系。
1963年大选后，新加坡联盟党逐渐消失于政坛视野。1966年，该联盟进行了短暂的改革并重新注册为“新加坡联合党”，参加了新加坡的选举，但最终还是逐渐从政治舞台上淡出。除新加坡巫统外，该组织的大多数组成党最终都停止了运作，仅存的部分成员随后加入了新加坡民主联盟。

## 延伸阅读
- Lau, Albert. . Singapore: Times Academic Press. 1998. ISBN 981-210-1349.
- Background of Singapore Alliance （页面存档备份，存于）